# Éperon barré de la pointe de Ker Daniau
L'éperon barré de la pointe de Ker Daniau est un site archéologique daté du Néolithique situé dans la commune de L'Île-d'Yeu, sur l’île d'Yeu, dans le département français de la Vendée.

## Localisation
La pointe de Ker Daniau est un promontoire rocheux de la côte ouest-sud-ouest de l'île d'Yeu. Elle surplombe la mer de 26 m au-dessus de la plage de Belle Maison (ou plage de Ker Daniau). C'est un éperon rocheux d'orthogneiss parcouru de filons de quartz et d'aplite.

## Historique
Depuis les années 1980, le site a fait l'objet de prospections répétées qui n'ont permis de découvrir qu'un faible mobilier de surface, dont une armature de flèche à tranchant transversal. La connaissance du site repose sur des relevés topographiques et géophysiques menés par Audrey Blanchard depuis 2011. En 2021, le site n'a pas encore été fouillé.

## Description
Le site est du type éperon barré. Un talus empierré de 120 m de longueur barre la pointe de part en part, délimitant un espace restreint d'environ 0,5 ha. Ce talus est composé de trois tronçons prenant appui sur des éminences rocheuses. Au nord-ouest, le premier segment mesure environ 30 m de long sur 4,50 m de largeur. Le second segment mesure environ 70 m de long et le troisième environ 20 m de long. Le premier tronçon est délimité par des blocs dressés à la verticale d'une hauteur moyenne comprise entre 0,20 m et 0,30 m. Il est interrompu par une entrée mégalithique sur environ 2 m de largeur matérialisée par des blocs plus importants (environ 1 m de hauteur). Tous les blocs correspondent à des roches locales, principalement des orthogneiss et quelques blocs d'aplite, et des galets marins ont été utilisés en comblement. L'inclusion des affleurements naturels dans le tracé a permis d'économiser les matériaux et de limiter les travaux. L'architecture générale du site rappelle celle de l'éperon barré de la pointe de la Tranche.
La découverte d'un fragment de céramique à fond plat rattache ce site au Néolithique récent (3400 av. J.-C. - 3100 av. J.-C.).